# Цезарска лудост
Цезарска лудост (Cäsarenwahnsinn) означава една специфична форма на манията за величие и параноята, която се явявала особено при някои римски императори.
Понятието характеризира по-скоро проявите на неподходящ за владетел монарх, отколкото болест в медицинския смисъл.
Понятието „Цезарска лудост“ е използвано през 1894 г. от Лудвиг Квиде, по-късният носител на Нобелова награда за мир, който го описва така: вяра в собствената си божественост, театрално разточителство, голям глад за военни триумфи и склонност към внушение за преследване.
Квиде се изказва за Калигула (37–41 г.), с което упражнявал критика към германския кайзер Вилхелм II.
Тацит описва това като furor principum
Освен Калигула от манията за Цезарско величие страдат особено Нерон, Комод и Елагабал, също Домициан и Каракала.
Една римска мярка против манията Цезарското величие е присъствието на роб на колесницата на победоносния триумфатор, който трябва да му напомня за неговото простосмъртие. Той шепнел на ухото му: Respice post te, hominem te esse memento (Погледни зад себе си и си спомни затова, че си един човек).